# Osservatorio Turtle Star
L'osservatorio Turtle Star, il cui nome originale in inglese è Turtle Star Observatory, è un osservatorio astronomico privato tedesco situato a Mülheim an der Ruhr alle coordinate 51°25′38.74″N 6°50′37.16″E a 45 m s.l.m.. Il suo codice MPC è 628 Mulheim-Ruhr.
L'osservatorio venne costruito a partire dal 1995 e divenne operativo a febbraio dell'anno seguente. È gestito da Karolin Kleemann-Böker e Axel Martin.
Il Minor Planet Center lo accredita per la scoperta dell'asteroide 133552 Itting-Enke, effettuata il 16 ottobre 2003.